# Defacing God
Defacing God ist eine im Jahr 2015 gegründete Melodic-Death-Metal-Band aus Aarhus, Dänemark.

## Geschichte
Im Jahr 2015 riefen Sängerin Sandie Gjørtz und Schlagzeuger Michael Olsson das Projekt ins Leben. Zwei Jahre später wurde die Besetzung durch die beiden Gitarristen Signar Petersen und Christian Nielsen sowie Bassist Rasmus Munch Nielsen komplettiert. Bis auf Gjørtz und Gitarrist Nielsen spielten die übrigen Musiker in verschiedensten Gruppen.
In den Jahren 2019 und 2020 erschienen mit The Marked Ones und Succumb the Euphoria zwei Singles, die die Gruppe ohne Label veröffentlichte. Am 12. August 2021 gab das österreichische Label Napalm Records bekannt, die Gruppe unter Vertrag genommen zu haben. Der Kontakt zu Napalm Records ging von den Musikern aus, die das Label kurz nach der Veröffentlichung des Musikvideos zu Succumb the Euphoria kontaktierten. Napalm Records zeigte sich an dem Konzept der Gruppe interessiert und begann schließlich eine Zusammenarbeit mit der Band.
Am 2. September 2022 veröffentlichte die Band mit The Resurrection of Lilith ihr Debütalbum über Napalm Records. Ursprünglich war geplant, The Resurrection of Lilith als EP zu veröffentlichen. Durch die COVID-19-Pandemie wurde das Konzept, das Werk in zwei bis drei EPs kurz nacheinander zu veröffentlichen, verworfen und stattdessen ein vollwertiges Album produziert. Im Sommer 2023 spielt die Band erstmals auf dem Copenhell. Im November folgte eine Europatournee als Vorband für Krisiun.

## Musik
In einem Interview mit Stefan Popp für das Onlinemagazin Metal1.info aus dem Jahr 2022 erklärte Sängerin Gjørtz, dass man zunächst mit verschiedenen Musikrichtungen experimentiert, sich aber dabei hauptsächlich auf den Melodic Death Metal konzentriert habe. Laut Popp klinge die Musik auf The Resurrection of Lilith als eine Mischung aus Dimmu Borgir, Naglfar, Satyricon und Arch Enemy.
Auch Jannik Kleemann von Metal.de erkennt musikalische Ähnlichkeiten zu Arch Enemy und macht diese anhand der Sängerin Sandie Gjørtz aus. Dazu gesellen sich, so Kleemann, eine orchestrale und symphonische Ebene, die allerdings eher unterstützend wirkt. Anhand dessen macht Kleemann zudem Gruppen wie Fleshgod Apocalypse und Ex Deo als musikalische Referenzen aus.
Auf die Inspiration ihrer Texte angesprochen antwortete Gjørtz, dass sie sich von Filme, Bücher, Okkultismus, Geschichte, Folklore und Hexerei beeinflussen lasse. Auch besuche sie unter anderem verlassene Orte, Friedhöfe oder Museen mit grotesken oder düsteren Themen. Kleemann schreibt, dass die Lieder unter anderem von okkulter Frauenpower handeln, wobei die mythologischen Figuren der Lilith, Jezebel und Abyzou in den Vordergrund gerückt werden, was letztendlich im Lied Rise of the Trinity münde. Florian Blumann sieht in manchen Texten eine feministische Botschaft, zum Beispiel im Lied Resurrection. Auch die Themen um Okkultismus und den brennenden Hexen ließen sich, so Blumann, perfekt in die heutige Zeit übertragen.

## Diskografie
- 2022: The Resurrection of Lilith (Album, Napalm Records)